# W Близнецов
W Близнецов (лат. W Geminorum), HD 46595 — двойная звезда в созвездии Близнецов на расстоянии приблизительно 3707 световых лет (около 1137 парсек) от Солнца. Видимая звёздная величина звезды — от +7,38m до +6,54m. Возраст звезды определён как около 87 млн лет.

## Характеристики
Первый компонент — жёлтый гигант, пульсирующая переменная звезда, классическая цефеида (DCEP)* спектрального класса F5-G1, или G5. Масса — около 6,081 солнечных, радиус — около 66,875 солнечных, светимость — около 2518,836 солнечных. Эффективная температура — около 4384 K.
Второй компонент — коричневый карлик. Масса — около 40,59 юпитерианских. Удалён на 2,73 а.е..